# Turbinella pyrum
Turbinella pyrum is een soort van grote zeeslakken uit het geslacht Turbinella. De soort komt voor in de Indische Oceaan. De soort wordt ook wel aangeduid met de naam "chank" (Engels) of chianco (Nederlands), afgeleid van het Indische woord shankha.

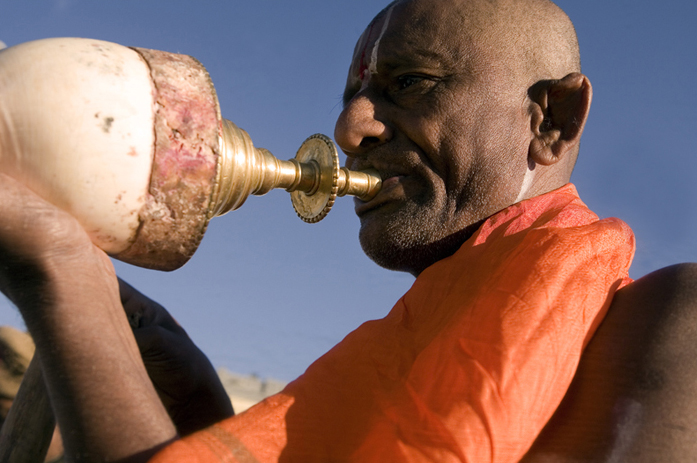
Een Hindoepriester blaast op een trompet gemaakt van de schelp van een Turbinella pyrum.

De schelp van de Turbinella pyrum is erg massief. De kleur is meestal wit met een bruine periostracum. In het Hindoeïsme en Boeddhisme worden de schelpen gezien als heilig en een van de acht ashtamangala. De schelpen worden vaak gebruikt voor het maken van ceremoniële trompetten.